# Davide Armanini
Davide Armanini (Roma, 10 dicembre 1991) è un kickboxer italiano che combatte per il team romano "Roma Fight Club".
Attivo in diverse discipline da combattimento (come: kickboxing  e pugilato), è il primo atleta italiano chiamato a far parte della promotion olandese Enfusion. È campione del mondo WTKA K1, categoria -75 kg, nel 2017 e nel 2018; campione italiano 1ª serie FederKombat, categoria -81kg, nel 2021; Campione del mondo Wako Pro K1, categoria -75kg, nel 2021. È soprannominato "The Bull" ("Il Toro") per il modo con cui carica gli avversari durante gli incontri.

## Biografia
Davide Armanini nasce a Roma nel 1991. Sin da giovanissimo si dedica all’attività sportiva, in particolare al Taekwondo, conquistando tutte le cinture fino alla nera, e al ciclismo, cui si dedica fino ai 19 anni con una buona carriera come dilettante.
A 19 anni, consigliato dal fratello Daniele, che già praticava sia la kickboxing sia la K1, inizia a seguire i corsi di K1 allenato da Lorenzo Mosca. I primi scambi sul ring, anche contro atleti di maggiore esperienza, peso e preparazione tecnica, lo convincono a proseguire e a perfezionarsi.
Nel 2011, a causa degli orari di lavoro, si iscrive alla palestra Montesacro Boxe Academy, dove il pomeriggio si allena con Stefano Paoloni; è lo stesso allenatore che, intravedendone le potenzialità, gli suggerisce di passare al turno serale tenuto da Andrea Ferioli, suo attuale allenatore di K1 e Muay Thai. “Il turno serale, racconta Davide, era un po' scomodo per via del mio lavoro: a volte terminavo di allenarmi molto tardi, tornando a casa a mezzanotte per poi svegliarmi alle 2:30 per andare al lavoro”.

## Carriera

### 2011 - 2015: Inizi
Nel 2011 Davide Armanini disputa il suo primo match da dilettante contro Gabriele Casella, un atleta con già diversi incontri sulle spalle; l’incontro termina con una sconfitta ai punti. Nei due anni successivi, seguendo il percorso di crescita definito dal suo allenatore Andrea Ferioli, raccoglie 14 vittorie in altrettanti incontri. Nel 2013 perfeziona la tecnica pugilistica con l’allenatore Massimo Enrico, della palestra romana Montesacro Boxe Academy.
Nel 2014 Davide Armanini si aggiudica il titolo di campione interregionale FIKB (con una vittoria per KO alla prima ripresa contro Danilo Berni) e di campione italiano (prima serie FIKB) con una vittoria per KO alla terza ripresa contro Andrea Fontana. È l’ultimo incontro da dilettante.
Il primo incontro da professionista, sempre nel 2014, è contro Francesco Palermo, un fighter esperto che ha già disputato più di 60 incontri. Il match si conclude alla seconda ripresa con una vittoria per KO; Davide Armanini si laurea così campione italiano FIKB-Elite.
Il 2014 è anche l'anno del suo primo incontro internazionale; in occasione del “Fighting Spirit Muay Thai 3”, organizzato da Gianluca Colonnese, batte per KO alla seconda ripresa l’atleta olandese Redouan Daoudi.
Nel 2015 partecipa al torneo "Superkombat New Heroes", battendo Francesco Palermo in semifinale e Gabriele Galasso in finale.

### 2016: il titolo Europeo WTKA K1 Rules
Nel 2016, allenato da Andrea Ferioli ed Emanuele Ascione, conquista il titolo europeo di K1 Rules WTKA. Il match, combattuto contro il francese Mehdi Kada, un atleta con oltre 60 match all’attivo, si conclude con vittoria per KO al primo round.

### 2018: il titolo Mondiale WTKA K1 Rules e il debutto in Bellator
Il 26 marzo 2017, allenato da Andrea Ferioli, Emanuele Ascione e Massimo Enrico, conquista il titolo Mondiale WTKA K1 categoria fino a 75kg. L’incontro con Angaar Afghaan, uno fra i più quotati fighters del team olandese di Nieky Holzken, si conclude dopo le 5 riprese con la vittoria ai punti di Davide Armanini. L’evento è organizzato da Fight Club Roma.
Il 24 marzo 2018 Davide Armanini, allenato da Andrea Ferioli ed Emanuele Ascione, difende con successo il titolo di campione del Mondo WTKA K1 in un duro match contro l’atleta armeno Armen Hovhannisyan, del team olandese Ciric, al Fight Club Roma.
Il 14 luglio 2018 debutta nel circuito Bellator battendo ai punti, con decisione unanime dei giudici, Fatmir Gordi, atleta di origini albanesi vincitore delle selezioni di Oktagon.

### 2018: il circuito Enfusion
Il 21 novembre 2018 Davide Armanini firma con la promotion olandese Enfusion, diventando così il primo atleta italiano chiamato a far parte di questo prestigioso gruppo di atleti internazionali.
Il successivo 1º dicembre 2018, al suo debutto nel circuito Enfusion (a Trinec, Repubblica Ceca), batte per KO alla seconda ripresa l'atleta di casa Matous Kohout, consolidando così il suo 5º posto nel ranking mondiale Enfusion categoria -75kg.
Il 23 marzo 2019, nella prima tappa italiana del circuito Enfusion, dopo i tre round regolamentari e l'extraround previsto dal regolamento Enfusion in caso di parità, batte ai punti l'atleta olandese Regilio van den Ent, 7º nel ranking mondiale Enfusion categoria -75kg.
Il 25 maggio 2019, alla Candy Arena di Monza, nell'ambito della manifestazione Oktagon 2019, mette KO al primo round il forte atleta portoghese Diogo Calado.
Il successivo 26 ottobre la prima sconfitta da professionista, contro l'olandese Endy Semeleer, Campione del Mondo Enfusion categoria -75kg.

### 2021: il titolo italiano FederKombat e il titolo mondiale Wako Pro
Dopo una lunga pausa forzata, dovuta ai protocolli sanitari nazionali adottati per il contrasto al COVID-19, il 16 maggio 2021 Davide Armanini torna sul ring in occasione dei Campionati Italiani Assoluti 1ª serie FederKombat (ex FIKBMS), imponendosi, ai punti, su Giuseppe Caruso ai quarti di finale e su Luca Carnevali in semifinale; in finale batte, ai punti, Emanuele Lulaj e si aggiudica il titolo di Campione Italiano 1ª serie FederKombat, categoria -81kg.
Due mesi dopo, l'11 luglio 2021 sul ring del Fight Club Roma, Davide vince, per KO alla quinta ripresa, il Titolo Mondiale Wako Pro K1, categoria -75kg, contro l'atleta estone Maikel Astur, dopo un incontro ricco di scambi molto duri che ha visto Armanini prevalere grazie alla potenza dei suoi colpi di braccia e all'efficacia dei suoi low kick.

### 2022: la difesa del titolo mondiale WAKO PRO e la cintura Fight Clubbing
Il 14 maggio 2022 Davide Armanini si conferma il più forte peso medio di K-1 in circolazione sconfiggendo, nel Main Event di Fight Clubbing 29, il greco Levan Guruli a 2' 32" della terza ripresa, difendendo la cintura di Campione del Mondo WAKO PRO e conquistando la cintura di Campione Fight Clubbing.

### La vittoria numero 40
Il 17 dicembre 2022, nel Prestige Fight di Fight Clubbing 30, Davide Armanini conquista la sua quarantesima vittoria in carriera, su 42 incontri disputati. Il match lo vede contrapposto al forte atleta spagnolo Aixay Hernandez, campione nazionale WAKO Pro: netta vittoria ai punti per Armanini con l'avversario che viene contato due volte, nel secondo e nel terzo e ultimo round.

### Palmarès

#### Incontri da professionista
| Data             | Risultato | Avversario          | Evento                                               | Località            | Modalità                | Round | Tempo |
| ---------------- | --------- | ------------------- | ---------------------------------------------------- | ------------------- | ----------------------- | ----- | ----- |
| 17 dicembre 2022 | Vittoria  | Aixay Hernandez     | Fight Clubbing 30                                    | Chieti, Italia      | Per decisione (unanime) | 3     | 3     |
| 14 maggio 2022   | Vittoria  | Levan Guruli        | Fight Clubbing 29                                    | Pescara, Italia     | KO                      | 5     | 3     |
| 18 dicembre 2021 | Vittoria  | Giannis Boukis      | Fight Clubbing 28                                    | Chieti, Italia      | KO                      | 3     | 3     |
| 11 luglio 2021   | Vittoria  | Maikel Astur        | Fight Club Roma \| Titolo Mondiale Wako-Pro K1 -75kg | Roma, Italia        | KO                      | 5     | 3     |
| 16 maggio 2021   | Vittoria  | Emanuele Lulaj      | Campionati Italiani Italiani I serie FederKombat     | Roma, Italia        | Ai punti                | 2     | 2     |
| 16 maggio 2021   | Vittoria  | Luca Carnevali      | Campionati Italiani Italiani I serie FederKombat     | Roma, Italia        | Ai punti                | 2     | 2     |
| 16 maggio 2021   | Vittoria  | Giuseppe Caruso     | Campionati Italiani Italiani I serie FederKombat     | Roma, Italia        | Ai punti                | 2     | 2     |
| 26 ottobre 2019  | Sconfitta | Endy Semeleer       | Enfusion 89, 2019                                    | Wuppertal, Germania | TKO                     | 3     | 3     |
| 25 maggio 2019   | Vittoria  | Diogo Calado        | Oktagon 2019                                         | Monza, Italia       | KO                      | 3     | 3     |
| 23 marzo 2019    | Vittoria  | Regilio van den Ent | Enfusion 80, 2019                                    | Roma, Italia        | Ai punti                | 3+1   | 3     |
| 1 dicembre 2018  | Vittoria  | Matous Kohout       | Enfusion 75, 2018                                    | Trinec, Rep. Ceca   | KO                      | 3     | 3     |
| 14 luglio 2018   | Vittoria  | Fatmir Gordi        | Bellator Roma 2018                                   | Roma, Italia        | Per decisione (unanime) | 3     | 3     |
| 24 marzo 2018    | Vittoria  | Armen Hovhannisyan  | Fight Club Roma 2018                                 | Roma, Italia        | Per decisione (unanime) | 5     | 3     |
| 3 dicembre 2017  | Vittoria  | Federico Spano      | Invictus Arena                                       | Roma, Italia        | TKO                     | 3     | 3     |
| 26 marzo 2017    | Vittoria  | Angaar Afghaan Nasr | Fight Club Roma 2017                                 | Roma, Italia        | Per decisione (unanime) | 5     | 3     |
| 26 febbraio 2017 | Vittoria  | Marvin Belecciu     | Fighting Day                                         | Imola, Italia       | KO                      | 3     | 3     |
| 14 gennaio 2017  | Vittoria  | Adrian Mitu         | The Night Of Kick And Punch 6                        | Assago, Italia      | Per decisione (unanime) | 3     | 3     |
| 10 aprile 2016   | Vittoria  | Mehdi Kada          | Fight Club Roma 2016                                 | Roma, Italia        | KO                      | 5     | 3     |
| 6 marzo 2016     | Vittoria  | Michele Leonzio     | Fighting Day                                         | Imola, Italia       | Per decisione (unanime) | 3     | 3     |
| 11 ottobre 2015  | Vittoria  | Gabriele Galasso    | Fight Live Episode 1, torneo Superkombat New Heroes  | Palestrina, Italia  | Per decisione (unanime) | 3     | 3     |
| 11 ottobre 2015  | Vittoria  | Francesco Palermo   | Fight Live Episode 1, torneo Superkombat New Heroes  | Palestrina, Italia  | Per decisione (unanime) | 3     | 3     |
| 12 aprile 2015   | Vittoria  | Jaouad El Byari     | Torneo Superkombat New Heroes, Roma Fight Club       | Roma, Italia        | KO                      | 3     | 3     |
| 16 novembre 2014 | Vittoria  | Redouan Daoudi      | Fighting Spirit Muay Thai 3                          | Roma, Italia        | KO                      | 3     | 3     |
| 19 ottobre 2014  | Vittoria  | Marco Della Gaggia  | Invictus Arena 8                                     | Roma, Italia        | KO                      | 3     | 3     |
| 1 giugno 2014    | Vittoria  | Francesco Palermo   | Finalissima Campionato Italiano Elite -75kg FIKBMS   | Rimini, Italia      | KO                      | 3     | 3     |

#### Incontri da dilettante
Davide Armanini, da dilettante, ha disputato 17 incontri (16 dei quali vinti).

## Staff tecnico
Attualmente, lo staff tecnico che cura la preparazione atletica di Davide Armanini è composto da:
- Andrea Ferioli, Head Coach
- Emanuele Ascione, Coach
- Matteo Giunti, preparatore atletico
- Giovanni Cozzupoli, Maestro di pugilato